# 공공 (신화)

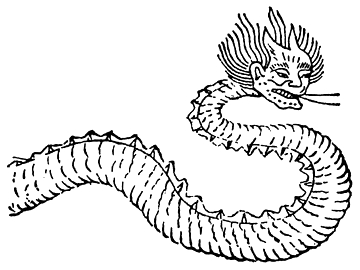
공공

공공(共工)은 염제의 후손으로 강성(姜姓)이며, 물의 신으로, 9개의 머리와 뱀의 몸을 가진 하인 상류(相柳)와 함께 반란을 일으켰다. 중국 신화에서 공공은 천하의 패권을 노리다가 불의 신인 축융에게 패하였고, 이에 격분하여 하늘을 받치는 기둥인 부주산(不周山)을 향해 박치기를 했다. 기둥은 심각한 피해를 입었고 하늘은 북서쪽으로 땅은 남동쪽으로 기울어졌다. 이로 인해 대홍수가 발생하였고 많은 사람이 고통받았다. 주신이며 자애로운 신인 여와는 큰 거북의 다리를 잘라 무너진 기둥을 대신하고 상황을 완화시키는 데 사용하였으나, 기울어진 하늘을 완전히 복구시킬 수는 없었다. 해, 달, 별이 북서쪽을 향해 움직이고 중국의 강이 남동쪽으로 흐르는 것도 이 때문이다.

## 같이 보기
- 응룡
- 사죄 (전설)